# PRP-3
PRP-3 Wał (ros. ПРП-3 „Вал”, 1Ж3) – wóz rozpoznania artyleryjskiego (ros. Подвижный Разведывательный Пункт, Podwiżnyj Razwiedywatielnyj Punkt) będący na wyposażeniu Armii Radzieckiej.

## Historia
Artyleria radziecka na początku lat 60. XX w. nie dysponowała wystarczającymi środkami prowadzenia rozpoznania i korygowania ognia zdolnymi do przebywania na pierwszej linii walk. Jej organizacja i wyposażenie w wielu aspektach były na poziome końcowego okresu II wojny światowej. Aby zmienić ten stan podjęto szereg projektów badawczych mających na celu dostarczenie Armii Radzieckiej nowoczesnego sprzętu niwelującego opisane braki. Postanowieniem Komitetu Centralnego KPZR i Rady Ministrów ZSRR prace nad nową konstrukcją rozpoczęto 15 lipca 1963 r.
Prace konstrukcyjne nad zaprojektowaniem mobilnego stanowiska rozpoznawczego zostały podjęte przez Czelabińską Fabrykę Traktorów. Kierował nimi główny projektant Paweł Pawłowicz Isakow. Za podstawę prac przyjęto podwozie najnowocześniejszego ówcześnie bojowego wozu piechoty BMP-1, nowy projekt otrzymał oznaczenie Obiekt 767. Aby sprostać potrzebom nowoczesnego pola walki zainstalowano na nim wyposażenie opracowane przez Instytut Naukowo-Badawczy „Sygnał” (НИИ „Сигнал”). Testy państwowe zakończono w 1971 r. Produkcja seryjna została wdrożona w 1972 r. w Rubcowskim Zakładzie Budowy Maszyn. Nowa maszyna została wprowadzona w pododdziałach rozpoznania artyleryjskiego dywizjonów i pułków artylerii. Pojazd zachował podstawowe cechy BMP-1, tj. zwrotność, dobrą manewrowość, dużą prędkość ruchu, wystarczającą ochronę pancerza i zdolność do pokonywania przeszkód wodnych bez przygotowania. Z racji swej mobilności pojazd był nazywany przez załogi „konikiem polnym” (ros. Кузнечик).
Wyposażenie PRP-3 zapewnia realizację następujących zadań:
- wykrywanie i ustalanie współrzędnych celów (czołgów, stanowisk artylerii samobieżnej i przeciwpancernej, pozycji przeciwpancernych pocisków kierowanych, karabinów maszynowych i innej broni przeciwnika) na linii frontu i na jej bliskim zapleczu,
- wykrywanie jednostek pancernych i zmechanizowanych podczas przemieszczania się do obszaru rozmieszczenia,
- wykrywanie i wyznaczanie współrzędnych punktów obserwacyjnych, budowli obronnych i przeszkód inżynieryjnych nieprzyjaciela,
- określenie lokalizacji nieprzyjacielskich jednostek,
- wskazywanie celów i korygowanie ognia własnych jednostek artylerii,
- oświetlenie w nocy obszaru taktycznych działań,
- monitorowanie działań nieprzyjaciela i wojsk sojuszniczych.

PRP-3 był eksportowany do wielu krajów Układu Warszawskiego oraz do Algierii, Angoli, Iraku i Syrii. Po rozpadzie ZSRR Ukraina otrzymała 169 egzemplarzy PRP-3. Rozwinięciem konstrukcji PRP-3 był PRP-4, który został opracowany na początku lat 80. XX w.

## Wyposażenie
Pojazd jest wyposażony w systemy:
- rozpoznawczy i obserwacyjny, w skład którego wchodzi stacja radiolokacyjna do wykrywania celów ruchomych 1RŁ126 (1РЛ126), peryskopowy dalmierz laserowy 1D6M1 (1Д6М1), system peryskopowej obserwacji dziennej i nocnej 1PN29 (1ПН29), celownik peryskopowy 1OP79 (1ОП79), urządzenie do pływania TNP-350B (ТНП-350Б), system kontroli jazdy nocnej TWNE- 1PA (ТВНЕ-1ПА), dwanaście peryskopowych urządzeń obserwacyjnych TNPO-170A (ТНПО-170А) oraz urządzenie do wykrywania i sygnalizacji zagrożeń radiacyjnych i chemicznych GO-27 (ГО-27),
- nawigacji, orientacji przestrzennej i przeliczania współrzędnych: mechaniczny czujnik trajektorii, wskaźnik kursu 1W44 (1В44), żyrokompas 1G13M (1Г13М), żyrokompas 1G25-1 (1Г25-1) oraz licznik STM,
- łączności: dwie radiostacje R-123M (Р-123М), system łączności wewnętrznej R-124 (Р-124),
- oświetleniowy i sygnalizacyjny: wyrzutnia flar 2P130-1 (2П130-1), magazyn amunicji do rakiet oświetlających 9M31 (9М31), stojak na flary SPSz oraz zestaw flar,
- inżynieryjny: zestaw narzędzi saperskich oraz do montażu siatki maskującej o wymiarach płótna 6000 x 9000 mm,
- wyposażenie zdalnego stanowiska obserwacyjnego: radiostacja R-108 (Р-108), dwa aparaty telefoniczne TA-57 (ТА-57), bęben kabla telefonicznego o długości 500 m, kompas PAB-2A (ПАБ-2А) oraz dalmierz DS-1 (ДС-1).

## Konstrukcja
Kadłub pojazdu wykonany jest z walcowanych stalowych płyt pancernych o grubości 6-26 mm łączonych spawami, zapewnia ochronę załogi na poziomie BMP-1. W przedziale kierowania znajduje się stanowisko kierowcy i operatora dalmierza, po jego lewej stronie znajduje się przedział napędowy z silnikiem. W środkowej części kadłuba znajduje się przedział bojowy, gdzie znajduje się wieża, zbiornik paliwa i stojak na przyrządy systemu GO-27. Wieża jest wyposażona w karabin maszynowy PKT kal. 7,62 mm, znajdują się w niej miejsca dowódcy oraz operatora rozpoznawczego. Za przedziałem bojowym znajduje się przedział rufowy z miejscem pracy radiooperatora. Na jego dachu jest umieszczona wyrzutnia flar PU 2P130-1 służąca do wystrzeliwania pocisków oświetleniowych 9M41 kal. 90 mm. Pojazd dysponuje zapasem 20 ładunków oświetlających. Każdy z członków załogi dysponuje włazem umieszczonym na górnej powierzchni kadłuba. Dodatkowo załoga ma do dyspozycji właz ewakuacyjny umieszczony w tylnej ścianie. Konstrukcja i wyposażenie pojazdu zapewnia jego funkcjonowanie w każdych warunkach meteorologicznych, przy temperaturze otoczenia powietrze od -40 °C do +40 °C i na wysokości do 3000 m n.p.m.

## Użycie bojowe
Pojazdy PRP-3 zostały użyte bojowo podczas radzieckiej interwencji w Afganistanie. Podczas agresji Rosji na Ukrainę w 2014 r., w rejonie działań wojennych w Donbasie, zaobserwowano jeden pojazd PRP-3 z 1. Brygady Specjalnej.